# أليسا إدواردز
أليسا إدواردز (بالإنجليزية: Alyssa Edwards) هو شخصية أعمال أمريكي، ولد في 16 يناير 1980 في مسكيت في الولايات المتحدة.

## وصلات خارجية
- الموقع الرسمي
- أليسا إدواردز على موقع IMDb (الإنجليزية)
- أليسا إدواردز على موقع ميوزك برينز (الإنجليزية)
- أليسا إدواردز على موقع ديسكوغز (الإنجليزية)
- أليسا إدواردز على موقع قاعدة بيانات الفيلم (الإنجليزية)